# Megachile sandacana
Megachile sandacana är en biart som beskrevs av Cockerell 1919. Megachile sandacana ingår i släktet tapetserarbin, och familjen buksamlarbin. Inga underarter finns listade i Catalogue of Life.